# Ignasi Miquel
Ignasi Miquel Pons (Barcelona, 28 september 1992) is een Spaans voetballer die doorgaans als verdediger speelt. Hij verruilde Málaga CF in augustus 2019 voor Getafe CF.

## Carrière
Miquel werd op negenjarige leeftijd opgenomen in de jeugdopleiding van FC Barcelona. Na vijf jaar verliet Miquel FC Barcelona om te gaan spelen in de jeugd van UE Cornellà. Tijdens zijn eerste jaar bij UD Cornellà kreeg hij een groeisprint tot een lengte van 193 cm. Miquel ontwikkelde zich tot een fysiek sterke centrale verdediger.
Francis Cagigao, de Iberische scout van Arsenal, ontdekte Miquel. De verdediger vertrok in september 2008 voor ongeveer 900.000 euro naar de Engelse club. Daar werd hij in 2010 aanvoerder van het reserveteam. Miquel debuteerde op 20 februari 2011 in het eerste elftal in de FA Cup-wedstrijd tegen Leyton Orient. In de return op 2 maart 2011 speelde hij opnieuw mee. Op 20 augustus 2011 maakte Miquel zijn debuut in de Premier League, tegen Liverpool. Op 6 december 2012 speelde hij zijn eerste UEFA Champions League-wedstrijd met Arsenal, tegen Olympiakos Piraeus.
Miquel tekende in september 2014 een driejarig contract bij Norwich City, met een optie voor nog een seizoen. De club nam hem voor een niet bekendgemaakt bedrag over van Arsenal.
1 Roberto ·
2 Miquel ·
3 González ·
4 Hernández ·
5 Rolón ·
6 Kuzmanović ·
7 Iturra ·
8 Adrián ·
9 Borja ·
10 Juanpi ·
11 Castro ·
12 Ideye ·
13 Prieto ·
14 Recio  ·
15 Ricca ·
16 Peñaranda ·
17 Success ·
18 Rosales ·
19 Bueno ·
20 Keko ·
21 Samu García ·
22 Lestienne ·
23 Torres ·
24 Rolán ·
25 Lacen ·
26 En-Nesyri ·
27 Robles ·
29 Soler ·
Coach: González